# Севруки (Гомельская область)
Севруки (бел. Сеўрукі́) — деревня в Чёнковском сельсовете Гомельского района Гомельской области Республики Беларусь.

## География
В 2 км от Гомеля.

### Гидрография
На северной окраине — залив реки Сож.

## Транспортная сеть
Автодорога Чёнки — Гомель. Планировка состоит из прямолинейной, меридиональной (по обе стороны ручья) улицы, застроенной преимущественно деревянными домами усадебного типа.

## История
По письменным источникам известна с XVI века как деревня в Речицком повете Минского воеводства Великого княжества Литовского. В 1560 году значится как хутор в Гомельском старостве. В инвентаре Гомельского староства 1640-х годов обозначена как село во владении Гомельского боярина Л. Шарынды.
После 1-го раздела Речи Посполитой (1772 год) в составе Российской империи. В 1777 году в Гомельской волости Белицкого уезда, во владении дворян Устиновичей и Кильчевских. В 1785 году казна купила у помещиков деревню. Действовала пристань. Во 2-й половине XIX века в 3 км на восток от деревни, на шоссе Санкт-Петербург — Одесса, было построено кирпичное здание почтовой станции (сейчас памятник гражданской архитектуры). В 1909 году в Гомельской волости Гомельского уезда Могилёвской губернии.
С 30 декабря 1927 года до 1988 года центр Севруковского сельсовета Гомельского района Гомельского округа (до 26 июля 1930 года), с 20 февраля 1938 года Гомельской области. В 1929 году организован колхоз, работала ветряная мельница. Во время Великой Отечественной войны освобождена от немецкой оккупации 17 октября 1943 года. 66 жителей погибли на фронте. В 1959 году в составе подсобного хозяйства «Ченки» производственного объединения «Кристалл» (центр — деревня Чёнки). Расположены Дом культуры, библиотека, амбулатория, магазин.
В состав бывшего Севруковского сельсовета (до 1963 года) входил в настоящее время не существующий посёлок Хутор.

## Население
- 1777 год — 125 ревизских душ
- 1785 год — 140 ревизских душ
- 1811 год — дворов, жителей
- 1896 год — 95 дворов
- 1909 год — 121 двор, 627 жителей
- 1926 год — 183 двора, 901 житель
- 1959 год — 533 жителя (согласно переписи)
- 2004 год — 200 хозяйств, 509 жителей